# Manumissio

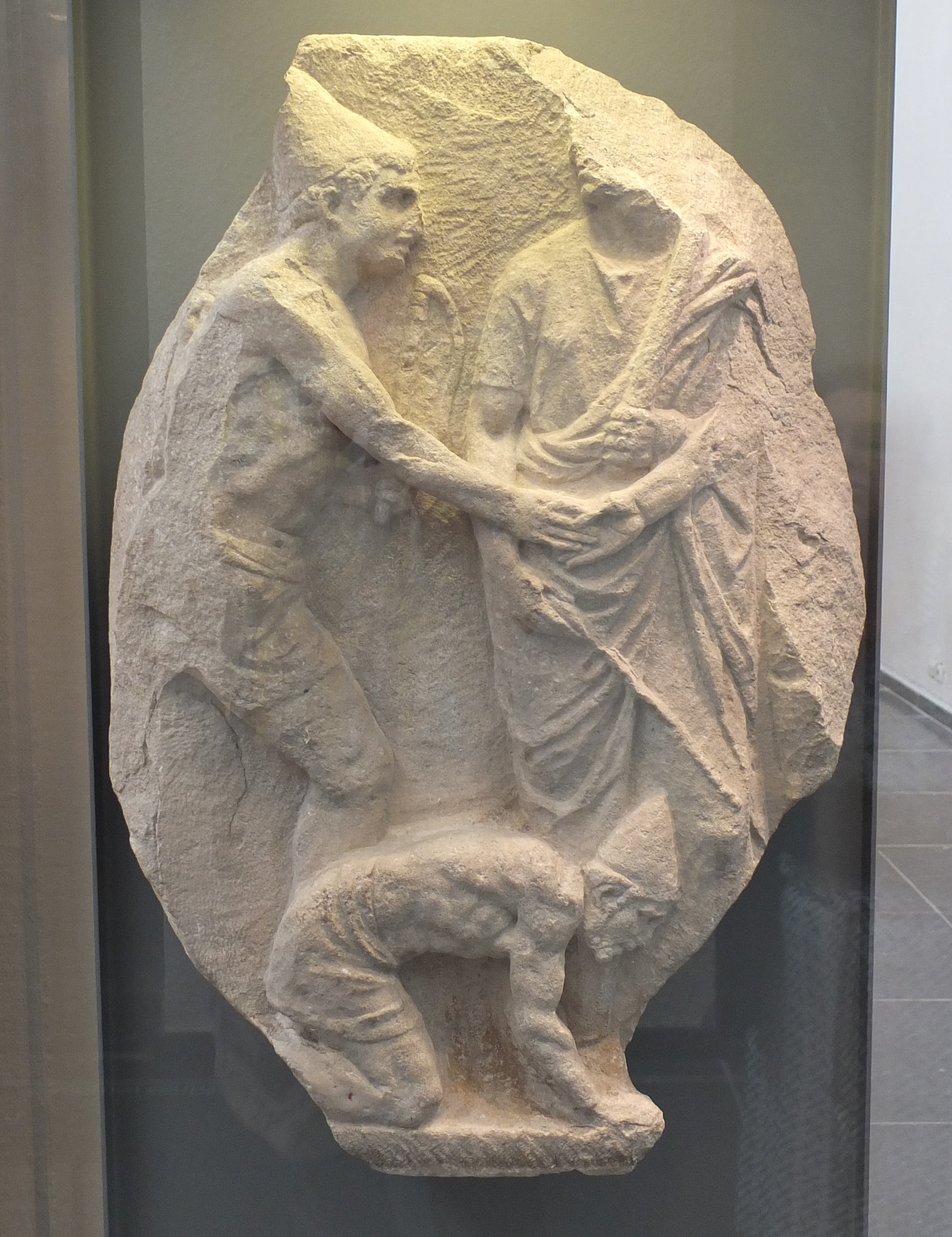
Relief met de manumissie van twee slaven in antiek Rome (1ste eeuw v.Chr., Musée de Mariemont)

Manumissio of manumissie is het vrijlaten van een slaaf door zijn eigenaar. Het woord is afkomstig uit het Latijn (manu, vanuit de hand, missio, het zenden) dus zending uit de hand [van de meester].
In een maatschappij die economisch sterk op slavernij berust, is manumissie een veel voorkomend verschijnsel. De reden van vrijlating kon variëren. Manumissie kon om reden van gevoel of welwillendheid geschieden, bijvoorbeeld het vrijlaten van een toegewijde dienaar na vele jaren van trouwe dienst. Daarvoor kwamen vooral lijfdienaars en klerken in aanmerking. Soms had een slaveneigenaar met zijn of haar slaaf een langdurige seksuele relatie. Een eigenaar kon zijn bijzit vrijlaten en de kinderen die uit zo'n relatie waren voortgekomen. Dat geschiedde vaak per testament. 
Het vrijlaten van een slaaf kon ook een praktische economische reden hebben: slaven die te oud werden om hun taken te vervullen, werden alleen maar monden die gevoed moesten worden. Als de kosten groter werden dan de baten was het voordeliger om een slaaf van zijn gebondenheid te ontdoen en aan zijn lot over te laten.
Net als in de Romeinse samenleving konden slaven in de Nederlandse koloniën loon verdienen of zoals in de Verenigde Staten naast het werk voor de eigenaar zelf bijverdienen. Het gespaarde geld kon uiteindelijk voldoende zijn om zich vrij te kopen. Vrijlating was aan diverse rechtsregels gebonden, die variëren in de loop van de geschiedenis. Zo moest er in Suriname belasting worden betaald bij manumissie. De toenmalige beheerders van de kolonie (zie Sociëteit van Suriname) vonden dat vrijgelatenen overlast konden veroorzaken en wilden via deze belasting het vrijlaten ontmoedigen aldus het Manumissiereglement uit 1733. Vooral omdat de slavenhouders eigenlijk alleen goede arbeidskrachten wilden voeden en kleden. Ouderen en gehandicapten kostten alleen maar geld. De slavenhouders wilden deze kosten drukken door deze minder productieve arbeiders vrij te laten. Voor een overzicht van alle gemanumitteerden de door het Nationaal Archief gehoste database Suriname: vrijgelaten slaven (manumissues) 1832-1863 door Okke ten Hove. Zie verder de publicatie Manumissies in Suriname, 1832-1863 (1997) door Okke ten Hove en Frank Dragtenstein.